# Dumitru Pelican
Dumitru Pelican (n. 25 februarie 1957, Baia, Tulcea) este un politician român, senator în Parlamentul României în mandatul 2012-2016 din partea USL București.